# Roewe
La Roewe (荣威 in lingua cinese) è una casa automobilistica cinese di lusso di proprietà del gruppo SAIC fondata in Cina nel 2007. Il marchio Roewe è sinonimo di prestigio e di classe ed è stato realizzato in seguito all'acquisizione delle tecnologie MG Rover da parte della SAIC dopo il fallimento dell'azienda inglese.

## Storia

### La nascita del marchio
Nel 2005, dopo il fallimento del britannico Consorzio Phoenix, proprietario del gruppo MG Rover e dei relativi marchi, la SAIC era interessata all'acquisto del marchio Rover nonché delle linee di produzione di numerosi modelli. Al fallito gruppo britannico erano interessati anche altri costruttori come la cinese NAC e l'indiana Tata Motors, che puntavano però ad acquisire solo parte della tecnologia della defunta azienda. Nel 2006 è stato finalizzato l'acquisto da parte della SAIC delle linee di produzione dei soli modelli Rover 25 e Rover 75, mentre il marchio Rover è stato acquistato dalla Ford, interessata a evitare confusioni con il marchio Land Rover (acquisito nel 2000) e usi impropri che avrebbero potuto danneggiare l'azienda specializzata in fuoristrada. I marchi Rover e Land Rover sono stati ceduti nel marzo 2008 alla Tata Motors insieme alla Jaguar.
Il marchio MG è divenuto di proprietà della NAC insieme alle linee di produzione dei modelli e allo stabilimento di Longbridge.
La SAIC ha quindi creato il marchio Roewe per vendere in Cina ed alcuni mercati asiatici le vetture derivate dalle Rover 25 e 75 di cui aveva acquisito le linee di produzione. Secondo i piani iniziali il marchio Roewe era destinato a essere commercializzato anche in Europa, ma per evitare cause legali con la Tata Motors a causa dell'assonanza tra i nomi Roewe e Rover, la SAIC ha preferito non vendere le proprie auto a marchio Roewe nel Vecchio continente.
Il nome Roewe deriva dalla fusione dei termini cinesi "rong" (che significa onore, re, leone) e "wei" (potenza e prestigio).

### La fusione tra Roewe e l'inglese MG
Dopo il fallimento del Consorzio Phoenix, il marchio inglese MG (Morris Garages) è stato acquistato dalla cinese NAC e ciò ha definitivamente chiuso i rapporti con la Rover. Il 26 settembre 2007, però, la SAIC ha acquistato l'intero gruppo NAC con tutti gli stabilimenti e le linee di produzione dei vari modelli ed ha avviato una procedura di fusione tra il marchio inglese MG e la Roewe. Come è avvenuto in passato per MG e Rover, MG e Roewe condividono in parte la stessa gamma di prodotti, con impostazione più sportiva per il marchio MG e più elegante e lussuosa per quello Roewe: un esempio è la MG 7 (la berlina derivata dalla MG ZT) e la Roewe 750, derivata dalla vecchia Rover 75. Gli ultimi modelli lanciati dalla Roewe condividono i motori e i componenti con le MG, a variare sono il design della carrozzeria e la taratura delle sospensioni.
Sul mercato cinese la Roewe è stata ben accolta sin dal debutto. Le testate giornalistiche cinesi hanno riconosciuto la Roewe come uno dei marchi locali che produce le auto più affidabili e sicure, infatti la gamma prodotti si basa su auto progettate e prodotte in passato dalla Rover sotto la gestione BMW (1994-2000), che ormai avevano risolto ogni problema di gioventù.
La fusione Roewe ed MG ha permesso di esportare fuori dai confini cinesi alcuni modelli con il marchio MG in modo da evitare cause legali legate all'assonanza fra i marchi Roewe e Rover.

### Produzione

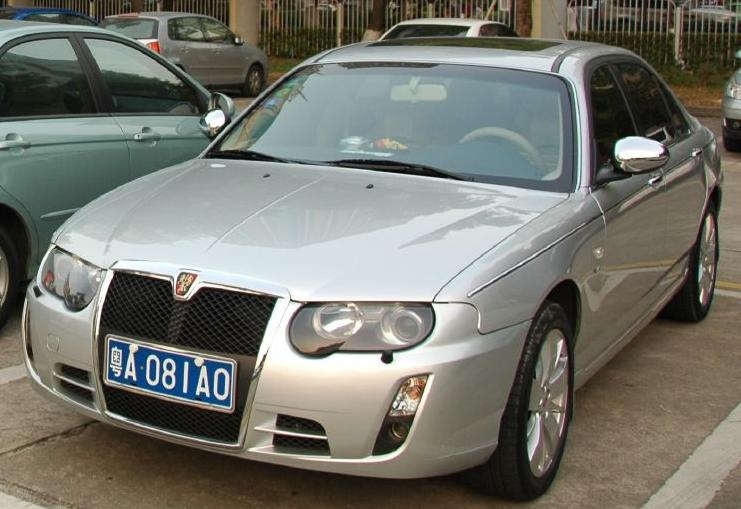
La Roewe 750

Il primo modello presentato nel 2006 è stato la Roewe 750, essenzialmente una versione rimodernata della classica Rover 75; questa berlina è dotata esclusivamente di motori a benzina da 2,5 litri V6 e 1.8 litri quattro cilindri con compressore volumetrico entrambi di origine Rover. Rispetto alla progenitrice presenta modifiche anche ai fanali posteriori parzialmente a LED. Viene proposta anche in versione a passo lungo.
La seconda auto presentata è la Roewe 550 lanciata nel 2008, auto di nuova concezione derivata in minima parte dalla 750. La 550 è stata sviluppata internamente dagli ingegneri Roewe, è una moderna berlina compatta equipaggiata con gli stessi motori a benzina della 750. Il design è più sportivo ma resta elegante.
La terza auto risale al 2010 ed è la Roewe 350, una berlina di segmento C totalmente nuova che utilizza dei motori sviluppati in Cina dalla SAIC da 1,5 litri con doppia fasatura variabile delle valvole VVC. La Roewe 350 è stata anche la prima auto al mondo ad essere equipaggiata con il sistema Android.

## Modelli prodotti

### In produzione
- Roewe 360 (2015)
- Roewe RX5 (2016)
- Roewe i5 (2017)
- Roewe i6 (2017)
- Roewe RX3 (2017)
- Roewe Marvel X (2018)
- Roewe RX8 (2018)
- Roewe RX5 Max (2019)

### Fuori produzione
- Roewe 750 (2006-2016)
- Roewe 550 (2008-2014)
- Roewe 350 (2010-2014)
- Roewe W5 (2011-2017)
- Roewe E50 (2012-2016)
- Roewe 950 (2012-2022)